# Brighton & Hove Albion Football Club 2023-2024
Questa voce raccoglie le informazioni riguardanti il Brighton & Hove Albion Football Club nelle competizioni ufficiali della stagione 2023-2024.

## Stagione
Questa stagione è la 7ª stagione consecutiva in Premier League per il Brighton. Oltre alla partecipazione in Premier League, il Brighton prenderà parte alla FA Cup, alla EFL Cup e per la prima volta nella sua storia alla 
Europa League.

## Maglie e sponsor
| Casa | Trasferta | Terza maglia |

## Rosa
Rosa, numerazione e ruoli, tratti dal sito ufficiale, sono aggiornati al 1º febbraio 2024.

| N. |                        | Ruolo | Calciatore            |
| -- | ---------------------- | ----- | --------------------- |
| 1  | Paesi Bassi (bandiera) | P     | Bart Verbruggen       |
| 2  | Ghana (bandiera)       | D     | Tariq Lamptey         |
| 3  | Brasile (bandiera)     | D     | Igor                  |
| 4  | Inghilterra (bandiera) | D     | Adam Webster          |
| 5  | Inghilterra (bandiera) | D     | Lewis Dunk (capitano) |
| 6  | Inghilterra (bandiera) | C     | James Milner          |
| 7  | Inghilterra (bandiera) | C     | Solly March           |
| 8  | Germania (bandiera)    | C     | Mahmoud Dahoud        |
| 9  | Brasile (bandiera)     | A     | João Pedro            |
| 10 | Paraguay (bandiera)    | A     | Julio Enciso          |
| 11 | Scozia (bandiera)      | C     | Billy Gilmour         |
| 13 | Germania (bandiera)    | C     | Pascal Groß           |
| 14 | Inghilterra (bandiera) | C     | Adam Lallana          |
| 15 | Polonia (bandiera)     | C     | Jakub Moder           |
| 18 | Inghilterra (bandiera) | A     | Danny Welbeck         |
| 19 | Argentina (bandiera)   | D     | Valentín Barco        |

| N. |                           | Ruolo | Calciatore            |
| -- | ------------------------- | ----- | --------------------- |
| 20 | Camerun (bandiera)        | C     | Carlos Baleba         |
| 22 | Giappone (bandiera)       | C     | Kaoru Mitoma          |
| 23 | Inghilterra (bandiera)    | P     | Jason Steele          |
| 24 | Costa d'Avorio (bandiera) | A     | Simon Adingra         |
| 28 | Irlanda (bandiera)        | A     | Evan Ferguson         |
| 29 | Paesi Bassi (bandiera)    | D     | Jan Paul van Hecke    |
| 30 | Ecuador (bandiera)        | D     | Pervis Estupiñán      |
| 31 | Spagna (bandiera)         | A     | Ansu Fati             |
| 34 | Paesi Bassi (bandiera)    | D     | Joël Veltman          |
| 38 | Canada (bandiera)         | P     | Tom McGill            |
| 40 | Argentina (bandiera)      | C     | Facundo Buonanotte    |
| 41 | Inghilterra (bandiera)    | D     | Jack Hinshelwood      |
| 42 | Inghilterra (bandiera)    | D     | Odeluga Offiah        |
| 47 | Inghilterra (bandiera)    | A     | Benicio Baker-Boaitey |
| 55 | Irlanda (bandiera)        | A     | Mark O'Mahony         |
| 56 | Inghilterra (bandiera)    | C     | Josh Duffus           |

## Calciomercato

### Sessione estiva
| Acquisti         | Acquisti         | Acquisti             | Acquisti                     |
| R.               | Nome             | da                   | Modalità                     |
| ---------------- | ---------------- | -------------------- | ---------------------------- |
| A                | João Pedro       | Watford              | definitivo (34,20 milioni €) |
| C                | Carlos Baleba    | Lilla                | definitivo (27 milioni €)    |
| P                | Bart Verbruggen  | Anderlecht           | definitivo (20 milioni €)    |
| D                | Igor             | Fiorentina           | definitivo (17 milioni €)    |
| A                | Adrian Mazilu    | Farul Costanza       | definitivo (3 milioni €)     |
| C                | Mahmoud Dahoud   |                      | svincolato                   |
| C                | James Milner     |                      | svincolato                   |
| A                | Ansu Fati        | Barcellona           | prestito                     |
| Altre operazioni |                  |                      |                              |
| R.               | Nome             | da                   | Modalità                     |
| P                | Kjell Scherpen   | Vitesse              | fine prestito                |
| P                | Carl Rushworth   | Lincoln City         | fine prestito                |
| D                | Michał Karbownik | Fortuna Düsseldorf   | fine prestito                |
| C                | Kacper Kozłowski | Vitesse              | fine prestito                |
| A                | Andi Zeqiri      | Basilea              | fine prestito                |
| A                | Simon Adingra    | Union Saint-Gilloise | fine prestito                |
| A                | Abdallah Sima    | Rangers              | fine prestito                |

| Cessioni         | Cessioni            | Cessioni         | Cessioni                    |
| R.               | Nome                | a                | Modalità                    |
| ---------------- | ------------------- | ---------------- | --------------------------- |
| C                | Moises Caicedo      | Chelsea          | definitivo (116 milioni €)  |
| C                | Alexis Mac Allister | Liverpool        | definitivo (42 milioni €)   |
| P                | Robert Sánchez      | Chelsea          | definitivo (23 milioni €)   |
| A                | Andi Zeqiri         | Genk             | definitivo (2,75 milioni €) |
| D                | Michał Karbownik    | Hertha Berlino   | definitivo (2,5 milioni €)  |
| C                | Reda Khadra         | Stade Reims      | definitivo (1,9 milioni €)  |
| A                | Aaron Connolly      | Hull City        | definitivo (1,35 milioni €) |
| C                | Deniz Undav         | Stoccarda        | prestito (700 mila €)       |
| C                | Steven Alzate       | Standard Liegi   | prestito                    |
| C                | Jeremy Sarmiento    | West Bromwich    | prestito                    |
| A                | Abdallah Sima       | Rangers          | prestito                    |
| Altre operazioni |                     |                  |                             |
| R.               | Nome                | a                | Modalità                    |
| P                | Kjell Scherpen      | Sturm Graz       | prestito                    |
| P                | Carl Rushworth      | Swansea City     | prestito                    |
| C                | Jensen Weir         | Blackburn Rovers | prestito                    |
| D                | Ed Turns            | Leyton Orient    | prestito                    |
| C                | Marc Leonard        | Northampton Town | prestito                    |
| C                | Andy Moran          | Blackburn Rovers | prestito                    |
| D                | Haydon Roberts      | Bristol City     | gratuito                    |
| C                | Taylor Richards     | QPR              | prestito                    |

### Sessione invernale
| Acquisti         | Acquisti         | Acquisti       | Acquisti                    |
| R.               | Nome             | da             | Modalità                    |
| ---------------- | ---------------- | -------------- | --------------------------- |
| D                | Valentín Barco   | Boca Juniors   | definitivo (9,15 milioni €) |
| A                | Adrian Mazilu    | Farul Costanza | definitivo (3 milioni €)    |
| Altre operazioni |                  |                |                             |
| R.               | Nome             | da             | Modalità                    |
| C                | Jeremy Sarmiento | West Bromwich  | fine prestito               |
| D                | Ed Turns         | Leyton Orient  | fine prestito               |
| C                | Jensen Weir      | Blackpool      | fine prestito               |
| C                | Yasin Ayari      | Coventry City  | fine prestito               |

| Cessioni         | Cessioni         | Cessioni         | Cessioni |
| R.               | Nome             | a                | Modalità |
| ---------------- | ---------------- | ---------------- | -------- |
| C                | Mahmoud Dahoud   | Stoccarda        | prestito |
| A                | Adrian Mazilu    | Vitesse          | prestito |
| Altre operazioni |                  |                  |          |
| R.               | Nome             | da               | Modalità |
| C                | Jeremy Sarmiento | Ipswich Town     | prestito |
| C                | Yasin Ayari      | Blackburn Rovers | prestito |
| C                | Jensen Weir      | Port Vale        | prestito |
| D                | Ed Turns         | Crewe Alexandra  | prestito |

## Risultati

### Premier League

#### Girone di andata
| Arbitro: | Coote |

|                                                            |           |                   |
| March 36’ João Pedro 71’ (rig.) Adingra 85’ Ferguson 90+5’ | Marcatori | 81’ (rig.) Morris |

| Arbitro: | Madley |

|           |           |                                         |
| Hwang 61’ | Marcatori | 15’ Mitoma 46’ Estupiñán 51’, 55’ March |

| Arbitro: | Taylor |

|          |           |                                       |
| Groß 81’ | Marcatori | 19’ Ward-Prowse 58’ Bowen 63’ Antonio |

| Arbitro: | Attwell |

|                        |           |              |
| Ferguson 27’, 65’, 70’ | Marcatori | 90+2’ Wilson |

| Arbitro: | Gillett |

|            |           |                                     |
| Mejbri 73’ | Marcatori | 20’ Welbeck 53’ Groß 71’ João Pedro |

| Arbitro: | Brooks |

|                                     |           |             |
| Kerkez 45+2’ (aut.) Mitoma 46’, 77’ | Marcatori | 25’ Solanke |

| Arbitro: | Madley |

|                                                                          |           |          |
| Watkins 14’, 21’, 65’ Estupiñán 26’ (aut.) Ramsey 85’ Douglas Luiz 90+7’ | Marcatori | 50’ Fati |

| Arbitro: | Taylor |

|                      |           |                         |
| Adingra 20’ Dunk 78’ | Marcatori | 40’, 45+1’ (rig.) Salah |

| Arbitro: | Jones |

|                        |           |          |
| Álvarez 7’ Haaland 19’ | Marcatori | 73’ Fati |

| Arbitro: | Salisbury |

|              |           |              |
| Ferguson 26’ | Marcatori | 65’ Palhinha |

| Arbitro: | Robinson |

|              |           |                  |
| Mykolenko 7’ | Marcatori | 84’ (aut.) Young |

| Arbitro: | Brooks |

|            |           |                    |
| Adingra 6’ | Marcatori | 74’ (aut.) Webster |

| Arbitro: | Taylor |

|                                  |           |                                           |
| Elanga 3’ Gibbs-White 76’ (rig.) | Marcatori | 26’ Ferguson 45+4’, 58’ (rig.) João Pedro |

| Arbitro: | Pawson |

|                                       |           |                                 |
| Fernández 17’, 65’ (rig.) Colwill 21’ | Marcatori | 43’ Buonanotte 90+2’ João Pedro |

| Arbitro: | Bankes |

|                          |           |                   |
| Groß 31’ Hinshelwood 52’ | Marcatori | 27’ (rig.) Mbeumo |

| Arbitro: | Hooper |

|             |           |             |
| Adingra 77’ | Marcatori | 45’ Odobert |

| Arbitro: | Robinson |

|                               |           |  |
| Gabriel Jesus 53’ Havertz 87’ | Marcatori |  |

| Arbitro: | Brooks |

|               |           |             |
| J. Ayew 45+1’ | Marcatori | 82’ Welbeck |

| Arbitro: | Gillett |

|                                                                 |           |                      |
| Hinshelwood 11’ João Pedro 23’ (rig.), 75’ (rig.) Estupiñán 63’ | Marcatori | 81’ Véliz 85’ Davies |

#### Girone di ritorno
| Londra 2 gennaio 2024, ore 19:30 WET 20ª giornata | West Ham Utd | 0 – 0 referto | Brighton | London Stadium (62 462 spett.)\| Arbitro: \| Barrott \| |
| Arbitro:                                          | Barrott      |               |          |                                                         |

| Brighton 22 gennaio 2024, ore 19:45 WET 21ª giornata | Brighton | 0 – 0 referto | Wolverhampton | AMEX Stadium (31 505 spett.)\| Arbitro: \| Pawson \| |
| Arbitro:                                             | Pawson   |               |               |                                                      |

| Arbitro: | R. Jones |

|                                |           |  |
| Adebayo 1’, 42’, 56’ Ogbene 3’ | Marcatori |  |

| Arbitro: | Hooper |

|                                                       |           |            |
| Dunk 3’ Hinshelwood 33’ Buonanotte 34’ João Pedro 84’ | Marcatori | 71’ Mateta |

| Arbitro: | Barrott |

|                              |           |                 |
| P. Sarr 61’ B. Johnson 90+6’ | Marcatori | 16’ (rig.) Groß |

| Arbitro: | Attwell |

|  |           |                                                                 |
|  | Marcatori | 20’ Buonanotte 24’ Welbeck 75’ (aut.) Robinson 78’, 85’ Adingra |

| Arbitro: | Harrington |

|            |           |                 |
| Dunk 90+5’ | Marcatori | 73’ Branthwaite |

| Arbitro: | Hooper |

|                                      |           |  |
| Wilson 21’ Muniz 32’ A. Traoré 90+1’ | Marcatori |  |

| Arbitro: | Salisbury |

|                        |           |  |
| Omobamidele 29’ (aut.) | Marcatori |  |

| Arbitro: | Gillett |

|  |           |                                          |
|  | Marcatori | 17’ De Bruyne 26’, 34’ Foden 62’ Álvarez |

| Arbitro: | Coote |

|                       |           |            |
| L. Díaz 27’ Salah 65’ | Marcatori | 2’ Welbeck |

| Brentford 3 aprile 2024, ore 19:30 WEST 31ª giornata | Brentford | 0 – 0 referto | Brighton | Brentford Community Stadium (17 024 spett.)\| Arbitro: \| Madley \| |
| Arbitro:                                             | Madley    |               |          |                                                                     |

| Arbitro: | Brooks |

|  |           |                                          |
|  | Marcatori | 33’ (rig.) Saka 62’ Havertz 86’ Trossard |

| Arbitro: | Hooper |

|               |           |                  |
| Brownhill 74’ | Marcatori | 79’ (aut.) Murić |

| Arbitro: | Salisbury |

|               |           |                       |
| Welbeck 90+8’ | Marcatori | 34’ Palmer 64’ Nkunku |

| Arbitro: | Tierney |

|                                     |           |  |
| Senesi 13’ Ünal 52’ J. Kluivert 87’ | Marcatori |  |

| Arbitro: | R. Jones |

|                |           |  |
| João Pedro 87’ | Marcatori |  |

| Arbitro: | England |

|                 |           |             |
| Longstaff 45+5’ | Marcatori | 18’ Veltman |

| Arbitro: | Pawson |

|  |           |                       |
|  | Marcatori | 73’ Dalot 88’ Højlund |

### FA Cup
| Arbitro: | Tierney |

|                                       |           |                                              |
| Van Hecke 16’ (aut.) Baker 63’ (rig.) | Marcatori | 45+6’ Estupiñán 52’ Dunk 71’, 80’ João Pedro |

| Arbitro: | Gill |

|                       |           |                                                                     |
| Hamer 44’ Osula 45+8’ | Marcatori | 14’ Buonanotte 29’ (rig.), 52’ (rig.), 67’ João Pedro 90+7’ Welbeck |

| Arbitro: | Madley |

|              |           |  |
| M. Lemina 2’ | Marcatori |  |

### EFL Cup
| Arbitro: | Bramall |

|             |           |  |
| Jackson 51’ | Marcatori |  |

### UEFA Europa League

#### Fase a gironi
| Arbitro: | Tohver |

|                                   |           |                                    |
| João Pedro 30’ (rig.), 67’ (rig.) | Marcatori | 11’ Sidibé 40’ Gaćinović 84’ Ponce |

| Arbitro: | Balakin |

|                         |           |                                |
| Mbemba 19’ Veretout 20’ | Marcatori | 55’ Groß 88’ (rig.) João Pedro |

| Arbitro: | Frankowski |

|                         |           |  |
| João Pedro 42’ Fati 53’ | Marcatori |  |

| Arbitro: | Dabanović |

|  |           |                      |
|  | Marcatori | 15’ Fati 53’ Adingra |

| Arbitro: | Schärer |

|  |           |                       |
|  | Marcatori | 55’ (rig.) João Pedro |

| Arbitro: | Sánchez Martínez |

|                |           |  |
| João Pedro 88’ | Marcatori |  |

#### Fase a eliminazione diretta
| Arbitro: | Letexier |

|                                                 |           |  |
| Dybala 13’ Lukaku 43’ Mancini 64’ Cristante 68’ | Marcatori |  |

| Arbitro: | Felix Zwayer |

|             |           |  |
| Welbeck 37’ | Marcatori |  |

## Statistiche finali

### Statistiche di squadra
| Competizione   | Punti | In casa | In casa | In casa | In casa | In casa | In casa | In trasferta | In trasferta | In trasferta | In trasferta | In trasferta | In trasferta | Totale | Totale | Totale | Totale | Totale | Totale | DR |
| Competizione   | Punti | G       | V       | N       | P       | Gf      | Gs      | G            | V            | N            | P            | Gf           | Gs           | G      | V      | N      | P      | Gf     | Gs     | DR |
| -------------- | ----- | ------- | ------- | ------- | ------- | ------- | ------- | ------------ | ------------ | ------------ | ------------ | ------------ | ------------ | ------ | ------ | ------ | ------ | ------ | ------ | -- |
| Premier League | 48    | 19      | 7       | 6       | 5       | 30      | 27      | 19           | 4            | 6            | 9            | 25           | 35           | 38     | 12     | 12     | 14     | 55     | 62     | -7 |
| FA Cup         | -     | 0       | 0       | 0       | 0       | 0       | 0       | 3            | 2            | 0            | 1            | 9            | 5            | 3      | 2      | 0      | 1      | 9      | 5      | +4 |
| League Cup     | -     | 0       | 0       | 0       | 0       | 0       | 0       | 1            | 0            | 0            | 1            | 0            | 1            | 1      | 0      | 0      | 1      | 0      | 1      | -1 |
| Europa League  | 13    | 4       | 3       | 0       | 1       | 6       | 3       | 4            | 2            | 1            | 1            | 5            | 6            | 8      | 5      | 1      | 2      | 11     | 9      | +2 |
| Totale         | -     | 23      | 11      | 6       | 6       | 36      | 30      | 27           | 8            | 7            | 12           | 39           | 47           | 50     | 19     | 13     | 17     | 75     | 77     | -2 |

### Andamento in campionato
| Giornata  | 1 | 2 | 3 | 4 | 5 | 6 | 7 | 8 | 9 | 10 | 11 | 12 | 13 | 14 | 15 | 16 | 17 | 18 | 19 | 20 | 21 | 22 | 23 | 24 | 25 | 26 | 27 | 28 | 29 | 30 | 31 | 32 | 33 | 34 | 35 | 36 | 37 | 38 |
| --------- | - | - | - | - | - | - | - | - | - | -- | -- | -- | -- | -- | -- | -- | -- | -- | -- | -- | -- | -- | -- | -- | -- | -- | -- | -- | -- | -- | -- | -- | -- | -- | -- | -- | -- | -- |
| Luogo     | C | T | C | C | T | C | T | C | T | C  | T  | C  | T  | T  | C  | C  | T  | T  | C  | T  | C  | T  | C  | T  | T  | C  | T  | C  | C  | T  | T  | C  | T  | C  | T  | C  | T  | C  |
| Risultato | V | V | P | V | V | V | P | N | P | N  | N  | N  | V  | P  | V  | N  | P  | N  | V  | N  | N  | P  | V  | P  | V  | N  | P  | V  | P  | P  | N  | P  | N  | P  | P  | V  | N  | P  |
| Posizione | 1 | 1 | 6 | 6 | 4 | 3 | 6 | 6 | 7 | 7  | 7  | 8  | 8  | 8  | 8  | 8  | 9  | 9  | 8  | 7  | 7  | 9  | 8  | 9  | 7  | 7  | 9  | 8  | 8  | 9  | 10 | 11 | 11 | 10 | 12 | 11 | 10 | 11 |

Legenda:

Luogo: C = Casa; T = Trasferta. Risultato: V = Vittoria; N = Pareggio; P = Sconfitta.

### Statistiche dei giocatori
Sono in corsivo i calciatori che hanno lasciato la società a stagione in corso.
| Giocatore        | Premier League | Premier League | Premier League | Premier League | FA Cup   | FA Cup | FA Cup      | FA Cup     | League Cup | League Cup | League Cup  | League Cup | Europa League | Europa League | Europa League | Europa League | Totale   | Totale | Totale      | Totale     |
| Giocatore        | Presenze       | Reti           | Ammonizioni    | Espulsioni     | Presenze | Reti   | Ammonizioni | Espulsioni | Presenze   | Reti       | Ammonizioni | Espulsioni | Presenze      | Reti          | Ammonizioni   | Espulsioni    | Presenze | Reti   | Ammonizioni | Espulsioni |
| ---------------- | -------------- | -------------- | -------------- | -------------- | -------- | ------ | ----------- | ---------- | ---------- | ---------- | ----------- | ---------- | ------------- | ------------- | ------------- | ------------- | -------- | ------ | ----------- | ---------- |
| S. Adingra       | 31             | 6              | 3              | 0              | 1        | 0      | 0           | 0          | 0          | 0          | 0           | 0          | 8             | 1             | 0             | 0             | 40       | 7      | 3           | 0          |
| B. Baker-Boaitey | 5              | 0              | 1              | 0              | 1        | 0      | 0           | 0          | 0          | 0          | 0           | 0          | 0             | 0             | 0             | 0             | 6        | 0      | 1           | 0          |
| C. Baleba        | 27             | 0              | 7              | 0              | 3        | 0      | 0           | 0          | 1          | 0          | 1           | 0          | 6             | 0             | 0             | 0             | 37       | 0      | 8           | 0          |
| V. Barco         | 6              | 0              | 1              | 0              | 1        | 0      | 0           | 0          | 0          | 0          | 0           | 0          | 0             | 0             | 0             | 0             | 7        | 0      | 1           | 0          |
| F. Buonanotte    | 27             | 3              | 7              | 0              | 3        | 1      | 1           | 0          | 1          | 0          | 0           | 0          | 5             | 0             | 0             | 0             | 36       | 4      | 8           | 0          |
| M. Dahoud        | 9              | 0              | 1              | 1              | 0        | 0      | 0           | 0          | 1          | 0          | 0           | 0          | 4             | 0             | 0             | 0             | 14       | 0      | 1           | 1          |
| J. Duffus        | 0              | 0              | 0              | 0              | 0        | 0      | 0           | 0          | 0          | 0          | 0           | 0          | 1             | 0             | 0             | 0             | 1        | 0      | 0           | 0          |
| L. Dunk          | 33             | 3              | 7              | 1              | 3        | 1      | 0           | 0          | 0          | 0          | 0           | 0          | 7             | 0             | 1             | 0             | 43       | 4      | 8           | 1          |
| J. Enciso        | 12             | 0              | 2              | 0              | 1        | 0      | 0           | 0          | 0          | 0          | 0           | 0          | 2             | 0             | 0             | 0             | 15       | 0      | 2           | 0          |
| P. Estupiñán     | 19             | 2              | 4              | 0              | 3        | 1      | 0           | 0          | 1          | 0          | 1           | 0          | 4             | 0             | 2             | 0             | 27       | 3      | 7           | 0          |
| A. Fati          | 19             | 2              | 2              | 0              | 1        | 0      | 1           | 0          | 1          | 0          | 0           | 0          | 6             | 2             | 0             | 0             | 27       | 4      | 3           | 0          |
| E. Ferguson      | 27             | 6              | 1              | 0              | 2        | 0      | 0           | 0          | 0          | 0          | 0           | 0          | 7             | 0             | 1             | 0             | 36       | 6      | 2           | 0          |
| B. Gilmour       | 30             | 0              | 8              | 1              | 2        | 0      | 0           | 0          | 1          | 0          | 0           | 0          | 8             | 0             | 0             | 0             | 41       | 0      | 8           | 1          |
| P. Groß          | 36             | 4              | 6              | 0              | 3        | 0      | 0           | 0          | 0          | 0          | 0           | 0          | 8             | 1             | 1             | 0             | 47       | 5      | 7           | 0          |
| J. Hinchy        | 0              | 0              | 0              | 0              | 1        | 0      | 0           | 0          | 0          | 0          | 0           | 0          | 0             | 0             | 0             | 0             | 1        | 0      | 0           | 0          |
| J. Hinshelwood   | 12             | 3              | 1              | 0              | 2        | 0      | 0           | 0          | 1          | 0          | 0           | 0          | 2             | 0             | 0             | 0             | 17       | 3      | 1           | 0          |
| Igor             | 24             | 0              | 4              | 0              | 2        | 0      | 1           | 0          | 1          | 0          | 0           | 0          | 6             | 0             | 1             | 0             | 33       | 0      | 6           | 0          |
| João Pedro       | 31             | 9              | 2              | 0              | 2        | 5      | 0           | 0          | 1          | 0          | 0           | 0          | 6             | 6             | 2             | 0             | 40       | 20     | 4           | 0          |
| A. Lallana       | 25             | 0              | 2              | 0              | 2        | 0      | 0           | 0          | 1          | 0          | 0           | 0          | 2             | 0             | 1             | 0             | 30       | 0      | 3           | 0          |
| T. Lamptey       | 19             | 0              | 3              | 0              | 1        | 0      | 0           | 0          | 1          | 0          | 0           | 0          | 4             | 0             | 2             | 0             | 25       | 0      | 5           | 0          |
| S. March         | 7              | 3              | 1              | 0              | 0        | 0      | 0           | 0          | 1          | 0          | 0           | 0          | 2             | 0             | 0             | 0             | 10       | 3      | 1           | 0          |
| J. Milner        | 15             | 0              | 3              | 0              | 0        | 0      | 0           | 0          | 0          | 0          | 0           | 0          | 5             | 0             | 0             | 0             | 20       | 0      | 3           | 0          |
| K. Mitoma        | 19             | 3              | 4              | 0              | 0        | 0      | 0           | 0          | 1          | 0          | 0           | 0          | 6             | 0             | 2             | 0             | 26       | 3      | 6           | 0          |
| J. Moder         | 17             | 0              | 2              | 0              | 2        | 0      | 0           | 0          | 1          | 0          | 0           | 0          | 0             | 0             | 0             | 0             | 20       | 0      | 2           | 0          |
| M. O'Mahony      | 3              | 0              | 1              | 0              | 0        | 0      | 0           | 0          | 0          | 0          | 0           | 0          | 0             | 0             | 0             | 0             | 3        | 0      | 1           | 0          |
| O. Offiah        | 4              | 0              | 0              | 0              | 0        | 0      | 0           | 0          | 0          | 0          | 0           | 0          | 0             | 0             | 0             | 0             | 4        | 0      | 0           | 0          |
| C. Peupion       | 0              | 0              | 0              | 0              | 2        | 0      | 0           | 0          | 0          | 0          | 0           | 0          | 0             | 0             | 0             | 0             | 2        | 0      | 0           | 0          |
| J. Steele        | 17             | -34            | 0              | 0              | 1        | -1     | 0           | 0          | 0          | 0          | 0           | 0          | 5             | -9            | 0             | 0             | 23       | -44    | 0           | 0          |
| J.P. Van Hecke   | 28             | 0              | 4              | 0              | 3        | 0      | 1           | 0          | 1          | 0          | 0           | 0          | 7             | 0             | 4             | 0             | 39       | 0      | 9           | 0          |
| J. Veltman       | 27             | 1              | 4              | 0              | 0        | 0      | 0           | 0          | 0          | 0          | 0           | 0          | 6             | 0             | 2             | 0             | 33       | 1      | 6           | 0          |
| B. Verbruggen    | 21             | -28            | 3              | 0              | 2        | -4     | 0           | 0          | 1          | -1         | 0           | 0          | 3             | -0            | 0             | 0             | 27       | -33    | 3           | 0          |
| A. Webster       | 15             | 0              | 2              | 0              | 2        | 0      | 1           | 0          | 0          | 0          | 0           | 0          | 1             | 0             | 0             | 0             | 18       | 0      | 3           | 0          |
| D. Welbeck       | 29             | 5              | 4              | 0              | 3        | 1      | 0           | 0          | 1          | 0          | 0           | 0          | 4             | 1             | 1             | 0             | 37       | 7      | 5           | 0          |